# Cerro Trebol
Cerro Trebol är ett berg i Mexiko.   Det ligger i kommunen Aconchi och delstaten Sonora, i den nordvästra delen av landet, 1 600 km nordväst om huvudstaden Mexico City. Toppen på Cerro Trebol är 2 010 meter över havet. Cerro Trebol ingår i Sierra de Aconchi.
Terrängen runt Cerro Trebol är kuperad norrut, men söderut är den bergig. Runt Cerro Trebol är det mycket glesbefolkat, med 4 invånare per kvadratkilometer. Närmaste större samhälle är San José, 17,7 km sydost om Cerro Trebol. Omgivningarna runt Cerro Trebol är i huvudsak ett öppet busklandskap.